# Marcin Poniecki
Marcin Poniecki herbu Ostoja (1448–1498)  – właściciel miasta Poniec. Był synem  Ścibora Ponieckiego, starosty generalnego Wielkopolski, starosty malborskiego. 
Urodził się w Poniecu, jego ojciec Ścibor Chełmski z Ponieca, jako pierwszy używał nazwiska Poniecki. Żoną Marcina Ponieckiego została Barbara Opalińska, bratanica starosty generalnego Wielkopolski.
Zasłynął z rozbojów, pod pozorem ściągania cła rabując kupców omijających Poniec. 29 września 1497 roku król skonfiskował jego dobra, a sam Poniec dał Ambrożemu Pampowskiemu.